# Alpandeire
Alpandeire ist ein südspanischer Ort und eine Gemeinde (municipio) mit nur noch 258 Einwohnern (Stand: 2024) in der Provinz Málaga in der autonomen Gemeinschaft Andalusien.

## Lage und Klima
Der Ort Alpandeire liegt an einem Hang in den zerklüfteten und bewaldeten Bergen im Süden der Serranía de Ronda ca. 4 km westlich des Río Genal in einer Höhe von ca. 700 m. Die Stadt Ronda liegt knapp 23 km (Fahrtstrecke) nördlich; der Felsen von Gibraltar befindet sich ca. 100 km südlich. Das Klima ist gemäßigt bis warm; Regen (ca. 775 mm/Jahr) fällt überwiegend im Winterhalbjahr.

## Bevölkerungsentwicklung
| Jahr      | 1857  | 1900  | 1950 | 2000 | 2020 |
| Einwohner | 1.090 | 1.113 | 970  | 307  | 260  |

Die Mechanisierung der Landwirtschaft, die Aufgabe bäuerlicher Kleinbetriebe (Höfesterben) und die daraus resultierende Arbeitslosigkeit haben zu einem immer noch anhaltenden Bevölkerungsschwund geführt (Landflucht).

## Wirtschaft
Der Ort und seine Bevölkerung sind traditionell von der Landwirtschaft abhängig. Angebaut werden Getreide, Wein, Oliven und Gemüsepflanzen wie Bohnen, Kichererbsen und Erbsen; traditionell spielen auch Esskastanien eine wichtige Rolle. Im 18. Jahrhundert erlebten viele Orte in der Serranía de Ronda einen wirtschaftlichen Aufschwung, der vor allem auf die Wein- und Schnapsherstellung zurückzuführen war. In den 1960er Jahren begann man mit der Entwicklung des Tourismus in Form der Vermietung von Ferienwohnungen (casas rurales).

## Geschichte

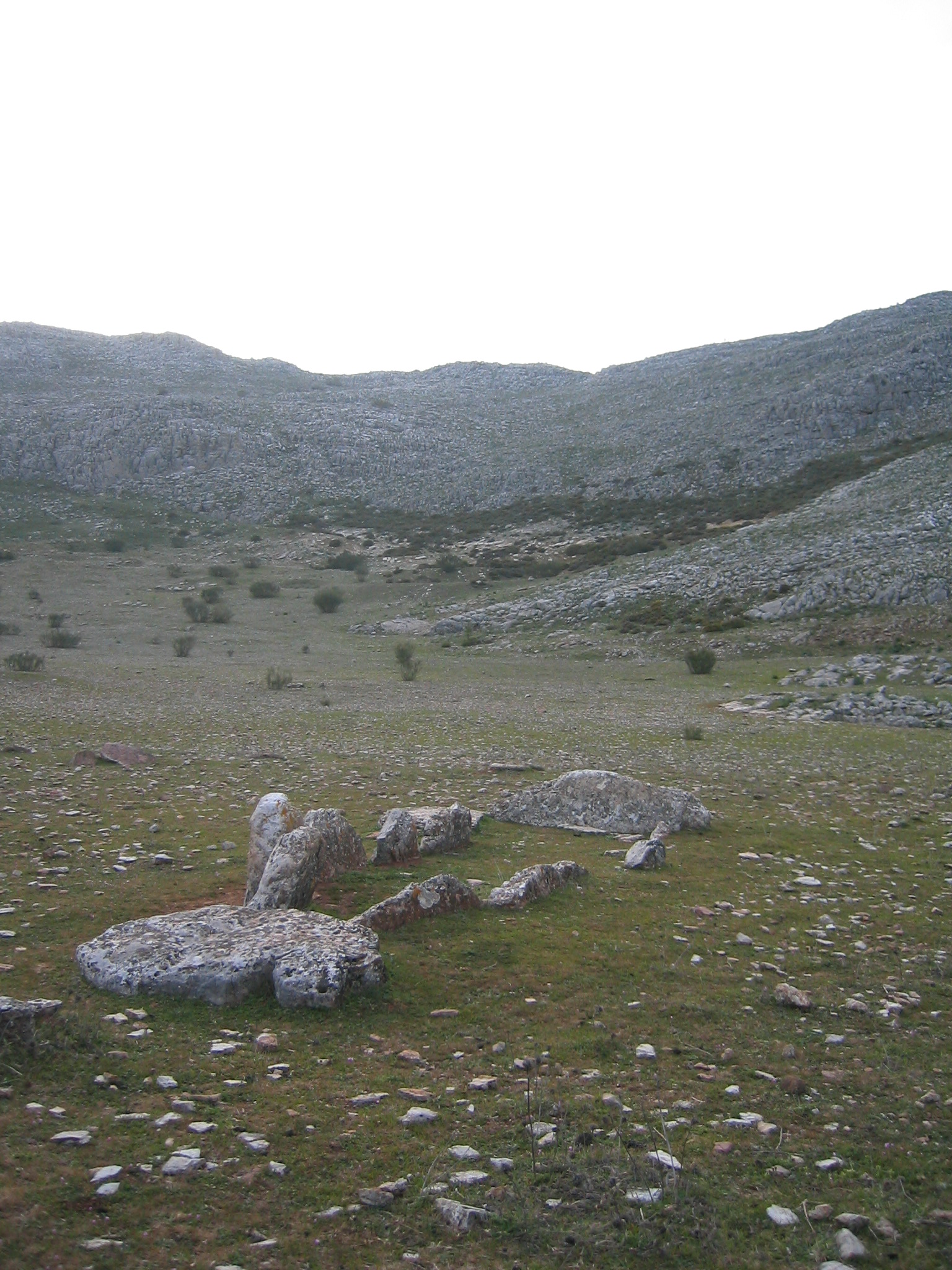
Dolmen de Encinas Borrachas

Auf dem Gemeindegebiet wurden prähistorische Kleinfunde entdeckt, die heute im Museum von Málaga aufbewahrt und teilweise gezeigt werden. Außerdem finden sich in ca. 1000 m Höhe die Reste dreier Großsteingräber (dolmenes): Dolmen de Encinas Borrachos, Dolmen del Montero und Dolmen del Cortijo de La Mimbre. Es wird jedoch davon ausgegangen, dass der Ort erst in der Frühzeit der islamischen Epoche durch Angehörige eines Berberstammes gegründet wurde. Nach der Rückeroberung (reconquista) durch die Christen in der Zeit um 1485 lebten noch zahlreiche Muslime (moriscos) in der Region, die jedoch – falls sie sich nicht zum Christentum bekannten – im Jahr 1572 vertrieben wurden.

## Sehenswürdigkeiten

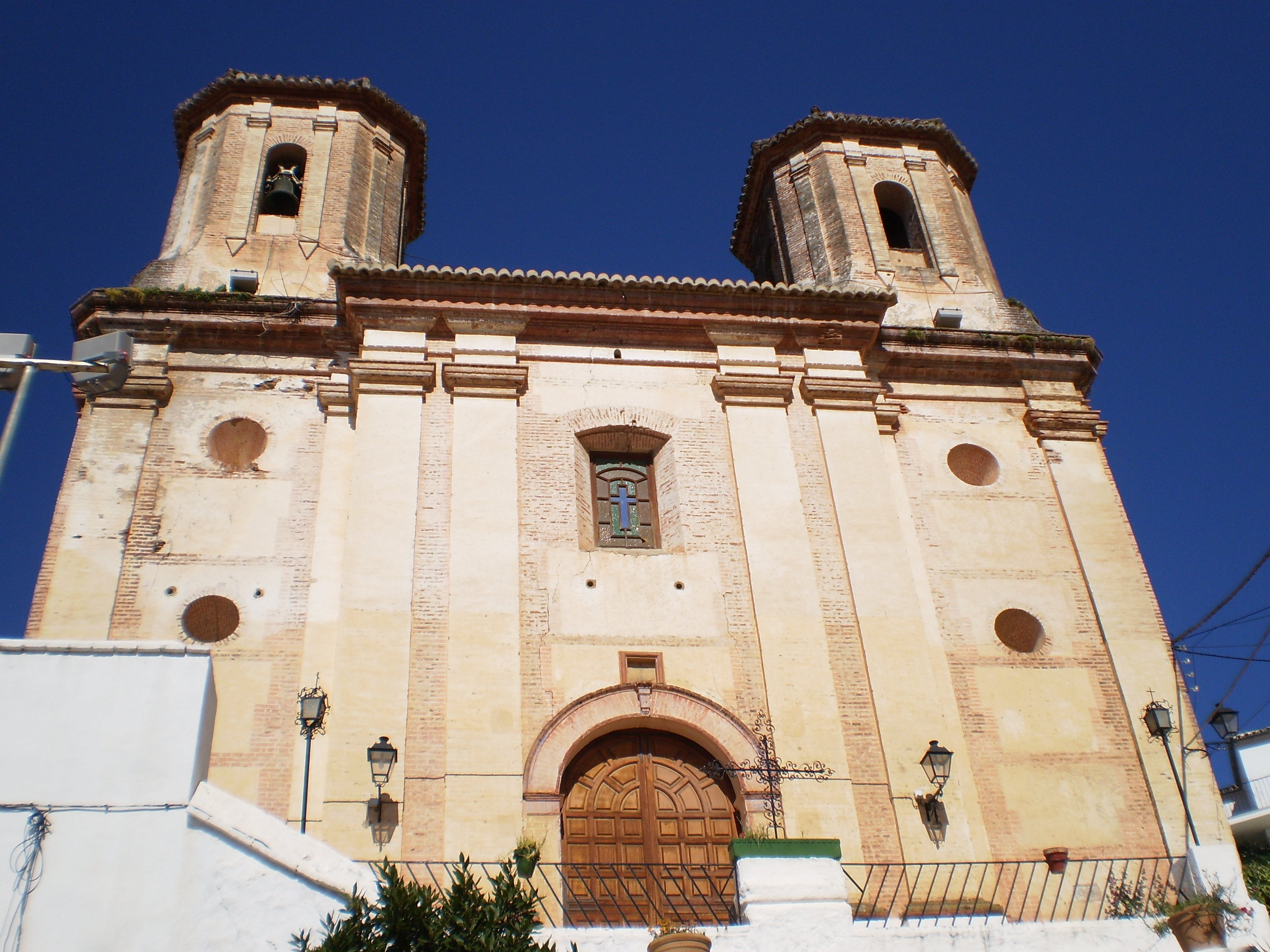
Alpandeire – Iglesia de San António de Padua

- Das Ortszentrum wird beherrscht von der monumentalen, zweitürmigen Iglesia de San António de Padua, auch Catedral de la Serranía genannt. Der im Mudéjar-Stil aus Ziegelsteinen errichtete, aber außen wie innen größtenteils verputzte Kirchenbau stammt aus dem 16. Jahrhundert, doch wurde er ca. 200 Jahre später tiefgreifend umgearbeitet. Das Innere der Kirche ist dreischiffig; alle drei Schiffe (naves) sind gewölbt.[7]
- Eine auf einem Felsen sitzende Bronzestatue des Kapuziners Leopoldo de Alpandeire wurde im Jahr 2009 aufgestellt. Sein in der Nähe befindliches Geburtshaus ist zu einem Museum umgewandelt worden.[8]
- Im Ort und in seiner Umgebung gibt es zahlreiche Brunnen (fuentes), von denen einige auch als Viehtränken genutzt wurden.

Umgebung
- Nahe dem Encinas-Borachos-Pass befinden sich die Überreste eines Dolmens.[9]

## Persönlichkeiten
- Leopoldo de Alpandeire (1864–1956), kapuzinischer Ordensbruder, wirkte hauptsächlich in der Stadt Granada; er wurde im Jahr 2010 seliggesprochen.